# Бассет, Томас, барон Хедингтона
Томас Бассет (II) (англ. Thomas Basset; ум. ок. 1220) — английский землевладелец, феодальный барон Хедингтона с 1202 года, военачальник и придворный, второй сын юстициария Томаса Бассета (I) и Аделизы де Данстанвиль. Находился на королевской службе с 1180-х годов, служил четырём королям Англии, получив за это ряд владений. Во время правления Иоанна Безземельного занимал ряд должностей, в том числе был констеблем Дуврского замка в 1201—1202 годах, шерифом Оксфордшира и констеблем Оксфордского замка в 1202—1214 годах. Во время Первой баронской войны сохранил верность королю. Хронист Роджер Вендоверский называет Бассета одним из злых советников короля Иоанна, при этом по слухам именно благодаря его совету Иоанн Безземельный подписал Великую хартию вольностей. 
После смерти Иоанна Безземельного поддержал малолетнего Генриха III и в мае 1217 года участвовал в битве при Линкольне, закончившейся победой королевской армии. Сыновей у него не было, поэтому его владения были разделены между тремя дочерьми.

## Происхождение
Томас происходил из англонормандского рода Бассетов, представители которой в XII—XIII веках верно служили королям Англии. Его отец, Томас Бассет (I), находился на королевской службе с 1163 года и занимал при дворе Генриха II Плантагенета разные административные и судебные посты. В 1163—1181 годах он был одним из баронов казначейства, а также был одним из королевских юстициариев, который проводил выездные сессии королевского суда на юге и западе Англии. Его жена, Аделиза, происходила из англонормандского рода Данстанвилей, имевшего владения в Уилтшире, Шропшире, Сассексе, Корнуолле и Оксфордшире. Её отец Алан I де Данстанвиль и его брат Роберт во время  гражданской войны в Англии были сторонниками императрицы Матильды, благодаря чему оказались сначала при её дворе, а потом при дворе её сына, будущего короля Генриха II Плантагенета. От брака Томаса и Аделизы родилось 3 сына и дочь.

## Биография
Точный год рождения Томаса неизвестен. Он был вторым из трёх сыновей Томаса и Аделизы. Основным наследником отца был его старший брат, Гилберт; также у него был младший брат, Алан, которому, согласно хартии, датированной 1180/1182 годом, Гилберт по просьбе Томаса согласился уступить поместье Комптон Бассет в Уилтшире. Как и отец, который умер около 1182 года, Гилберт и Томас оказались на королевской службе, позже там оказался и Алан.
В 1190 году Томасу новым королём Ричардом I Львиное Сердце было предоставлено право опеки над землями в Оксфорде. В течение нескольких последующих лет он находился на королевской службе, а также получил на некоторое время земли в Херефорде и Шропшире.
Во время отсутствия Ричарда I в Англии, который отправился в крестовый поход, а затем попал в плен, за управление королевством боролись принц Джон (будущий король Иоанн Безземельный), младший брат короля, и канцлер Уильям де Лоншан, который в 1191 году отлучил Томаса от церкви. В 1192 году Бассет какое-то время управлял принадлежавшими принцу Джону имениями Кукхэм и Брей в Беркшире. Несмотря на это он, судя по всему, держался в стороне от попыток Джона завладеть короной, поэтому по возвращении Ричарда I в Англию сохранил место при дворе. В 1194 году он поручил от короля манор Колитон в Девоне, к которому в 1198 году был добавлен соседний манор Уитфорд. Эти пожалования, вероятно, являются наградой за службу в королевском хозяйстве. В 1197—1199 годах он постоянно сопровождает Ричарда I, находясь то в Англии, то в Нормандии, его подпись стоит на большом количестве королевских хартий в этот период. Томас был одним из немногих королевских слуг, которые присутствовали при нём в момент его смерти в Шалюс около Лиможа.
Томас сохранил своё положение и при новом короле, Иоанне Безземельном. В 1201—1202 годах он был констеблем Дувра, в 1202—1214 годах занимал должность шерифа Оксфордшира и констебля Оксфордского замка, которую ранее занимали его отец и старший брат. В 1202 году король предоставил ему опеку над феодальной баронией Хедингтона в Оксфордшире, а в 1203 году подтвердил это пожалование на неопределённый срок, в результате чего Бассет удерживал его в виде единого рыцарского фьефа, приносившего ему доход в 20 фунтов в год. В 1204 году Томасу была предоставлена опека над несколькими манорами, конфискованными у нормандских землевладельцев, перешедших на сторону французов после конфискации Нормандии королём Филиппом II Августом.
После смерти в 1203 году графа Уорика Томас заплатил 500 марок за опеку над его наследником, Генрихом де Бомоном, после чего выдал за него замуж свою старшую дочь Филиппу.
В 1205 году умер Гилберт, старший брат Томаса. Чтобы получить опеку над землями своего несовершеннолетнего двоюродного брата Уолтера II де Данстанвиля, которая раньше была в руках Гилберта, Томас заплатил 200 марок. Также он унаследовал манор Норт-Сток в Оксфордшире, который он занимал с 1206 года.
В 1210 году Бассет участвовал в экспедиции короля в Ирландию. Во время Первой баронской войны 1215—1217 годов он сохранил верность королю, взяв под свой контроль Уорикский замок и поместья нескольких других мятежников. Хронист Роджер Вендоверский называл Бассета одним из злых советников короля Иоанна. Высокое положение Томаса при королевском дворе подтверждается тем фактом, что по слухам именно благодаря его совету король подписал Великую хартию вольностей.
После смерти Иоанна Безземельного Бассет в мае 1217 года в составе королевской армии сражался в битве при Линкольне.
Томас умер незадолго до 1 мая 1220 года. Он был женат на норманке Филиппе Мобан, но сыновей у него не было, поэтому его владения были разделены между тремя дочерьми.

## Брак и дети
Жена:  Филиппа Мобан, дочь Уильяма Фиц-Хью Мобана. Дети:
- Филиппа Бассет (ум. до 29 ноября 1265); 1-й муж: после 1205 Генрих де Бомон (ок. 1190—1229), 5-й граф Уорик с 1203; 2-й муж: до 4 ноября 1229 (развод 1242) Ричард Сивард[9].
- Джоанна Бассет (ум. после 1230); муж: Реджинальд де Вотор (ум. 1246)[9].
- Элис Бассет (ум. ок. 1263); 1-й муж: Уильям Малет (ум. 1215); 2-й муж: до 1221 (аннулирован) N де Шасепорк; 3-й муж: Джон Бисет (ум. 1241)[9].